# Livio Franceschini
Livio Franceschini, (14 de abril de 1913 en Trieste, Italia - 20 de noviembre de 1975 ibídem) fue un jugador de baloncesto italiano. Fue medalla de plata con Italia en el Eurobasket de Letonia 1937.

## Trayectoria
- Ginnastica Triestina (1933-1934)
- Ginnastica Roma (1935)
- Ginnastica Triestina (1939-1940)

## Palmarés
- LEGA: 4

Ginnastica Triestina : 1932, 1934, 1939-1940
Ginnastica Roma: 1935